# Antibioclic
Antibioclic est un outil en ligne d'aide à la décision médicale concernant une éventuelle antibiothérapie.
Outil opératoire utilisable en situation de consultation par diverses spécialités médicales dont les médecins spécialistes en médecine générale, en soins primaires, il est indépendant de l'industrie pharmaceutique.

## Édition
Outil en ligne,,,, il est édité par un groupe de médecins réunis au sein d'une équipe universitaire de Paris 7,.
Les sources utilisées sont disponibles sur la page de résultats de la recherche, avec les liens,
en particulier vers la Haute Autorité de santé et l'ANSM ex AFSSAPS,.

## Analyse
Il s'agit d'un agrégateur compilant de multiples recommandations médicales disponibles, originaires de plusieurs organismes, transformant et synthétisant une somme de sources secondaires : synthèses, revues de la littérature, méta-analyses, recommandations professionnelles, en arbres décisionnels de prescription médicale.
L'entrée se fait par domaine lié à l'anatomie puis par pathologie. L'algorithme décisionnel aboutit soit à une non prescription d'antibiotique, soit à un choix de molécules hiérarchisé, exprimé en dénomination commune internationale (DCI).
Outil conçu pour un professionnel de la santé, il est tout à fait ouvert pour un patient, pouvant aider à l'échange d'informations médecin-patient, aidant à argumenter la négociation thérapeutique lors d'une consultation médicale, ou d'un avis.
Il est recommandé, dans la 2e proposition du rapport de novembre 2012 du Centre d'analyse stratégique, comme un outil disponible pour éviter la surprescription d'antibiotiques, et limiter la progression de la résistance aux antibiotiques,.
Il est signalé par divers organismes de formation médicale initiale ou continue,,.
Il est certifié par la Health On the Net Foundation en accord avec la charte HONcode.

## Critiques
Outil français, il n'est fondé que sur les recommandations nationales,,.
La partie Aide au diagnostic médical n'est pas disponible.
Les critiques aux recommandations par d'autres organismes, comme La revue Prescrire ne sont pas intégrées (les Idées Force Prescrire).
Les recommandations francophones autres, telles que référencées par la Diffusion des REcommandations Francophones en Consultation de Médecine Générale ne sont pas reprises.